# S/2002 N 5
S/2002 N 5 は、海王星を公転している衛星の一つである。2002年8月14日にマシュー・J・ホルマン、ジョン・J・カヴェラーズ、Tommy Grav、Wesley Fraser がチリのセロ・トロロ汎米天文台で行った観測で初めて発見されるも、2021年9月3日にスコット・S・シェパードが再発見するまで見失われていた衛星である。軌道を確定するために十分な期間に渡って観測をして情報を収集した後、2024年2月23日に発見が公表された。海王星からの軌道長半径は約2300万 km で、軌道を一周するのに約8年半を要する。

## 発見
S/2002 N 5 は、2002年8月14日にチリのセロ・トロロ汎米天文台にある口径 4.0 m のビクター・M・ブランコ望遠鏡を使った海王星の不規則衛星の探索中に、マシュー・J・ホルマンとその共同研究者らによって初めて観測された。ホルマンらはシフト・アンド・アッド法 (shift-and-add technique) と呼ばれる方法を用いることで微かな S/2002 N 5 からの光を検出することに成功した。この技術では、望遠鏡を用いて長時間露光した画像を多数撮影し、それらを主惑星の動きに追従するように位置を合を合わせ、これらの画像を全て加算して単一の画像を生成させれば、線状に写る遠方の恒星や銀河に対して、主惑星と同じような動きをしている衛星からの微かな光点が見えるようになる。発見時にはこの衛星に c02N4 という暫定的な名称が割り当てられ、同時にホルマンらがこの観測で新たに発見したハリメデ、サオ、ラオメデイア、ネソを含む5個の衛星の中で最も暗い衛星の一つであった。このうち、固有名が後に与えられる4個は再観測に成功し、その後に正式に発見が公表されたが、c02N4 は同年9月3日にヨーロッパ南天天文台 (ESO) にある口径 8.2 m の超大型望遠鏡VLTによって1回だけ再観測されたが、c02N4 を再観測するさらなる試みは失敗に終わった。観測データが非常に少なかったため、c02N4 の軌道は確認されず、海王星を公転する衛星とは無関係のケンタウルス族に属する可能性も排除できない見失われた天体となった。
S/2002 N 5 は、2002年9月のホルマンらのチームによる最後の観測以来、19年間に渡って観測されることがなかった。しかし、2021年9月3日にスコット・S・シェパードがチリのラス・カンパナス天文台にある口径 6.5 m のマゼラン望遠鏡を用いた海王星の不規則衛星の探索中に c02N4 が再発見された。ホルマンらのチームと同様に、シェパードはシフト・アンド・アッド法を用いることで c02N4 を検出した。2021年9月から2023年11月にかけて、シェパードと彼の共同研究者である David J. Tholen とチャドウィック・トルヒージョ、および Patryk S. Lykawka は、c02N4 の軌道を決定して再び見失われないことを保証するためにマゼラン望遠鏡とハワイ島のマウナ・ケア山にある口径 8.2 m のすばる望遠鏡からフォローアップ観測を実施した。シェパードらによるフォローアップ観測の終了後、得られた観測結果はホルマンらによる2002年の観測データと結びつけることができた。その後、シェパードらのチームによって新たに発見された別の海王星の不規則衛星である S/2021 N 1 と併せて、小惑星センター (MPC) が2024年2月23日に公開した小惑星電子回報 (MPEC) にて発見が公表され、S/2002 N 5 という仮符号が割り当てられた。これにより、海王星の衛星の総数は14個から16個となった。発見が報告されたのは2024年であるが、2002年に撮影された画像に初めて写っていたため、仮符号には 2002 が付されている。

## 軌道

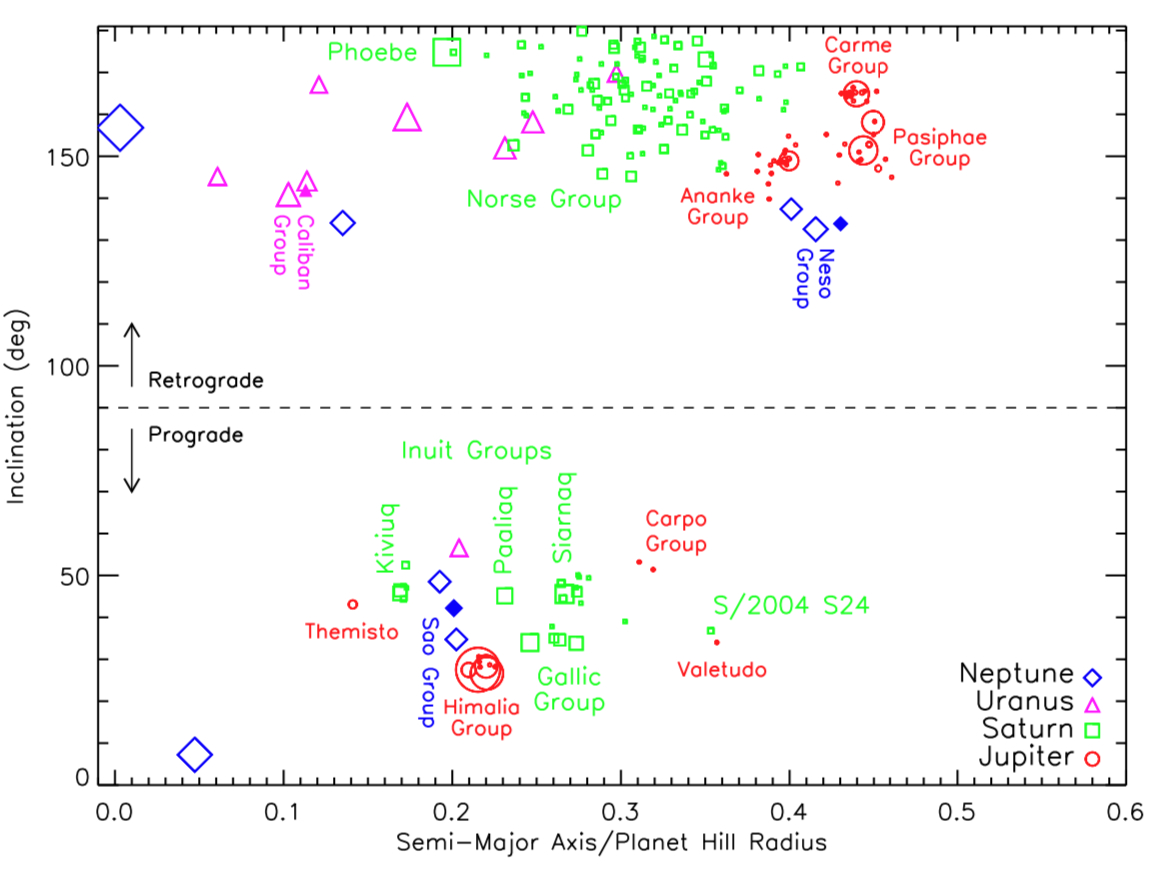
横軸を主惑星からの軌道長半径、縦軸を軌道の軌道傾斜角とした際の木星（赤）、土星（黄緑）、天王星（マゼンダ）、海王星（青）の不規則衛星の分布を示したグラフ。横軸の軌道長半径は主惑星のヒル半径に対する割合を、縦軸の軌道傾斜角は黄道面に対する傾きを示している。衛星の相対的な大きさはプロットされている図形の大きさで表している。このグラフから、海王星の不規則衛星はネソ群とサオ群の2つのグループに分けられる。データは2024年2月時点のもの。

海王星から遠くにあり、黄道面に対して傾斜し扁平した楕円軌道を描いている S/2002 N 5 は不規則衛星に分類される。不規則衛星は主惑星からの距離が遠く、主惑星との重力による束縛が緩いため、その軌道は太陽や他の惑星の重力によって頻繁に乱される（摂動）ことが知られている。代わりに固有軌道要素（または平均軌道要素）は長期間に渡って摂動を受けている軌道を平均化し、短期間における軌道の変化の影響を除いて計算されるため、不規則衛星の長期的な軌道をより正確に表すのに用いられる。
1600年から2400年までの800年間に渡って平均化された S/2002 N 5 の海王星からの固有軌道長半径は約 2340万 km（約 0.156 au）で、固有公転周期は地球における約8.6年となっている。固有軌道離心率は 0.433 で、黄道面に対する固有軌道傾斜角は46.3度となっている。軌道傾斜角が90度を下回っているため、海王星が太陽の周囲を公転する方向とは逆方向に公転している順行衛星となる。他の天体からの摂動の影響により、先述の通り S/2002 N 5 の軌道要素は長い時間スケールでは大きく変動し、軌道長半径は 2330万 kmから 2360万 km 、軌道離心率は 0.24 から 0.67 、軌道傾斜角は37度から50度の範囲で変化する。平均で地球上における約3,120年周期の交点移動 (Nodal precession) と、約2,869年周期の近点移動がみられる。
S/2002 N 5 はラオメデイアとサオと共に、海王星から遠く離れた順行軌道を公転している不規則衛星のグループである「サオ群 (Sao group)」を構成する一員であるとされている。サオ群に属する衛星は、海王星からの軌道長半径が 2200万 km から 2400万 km、軌道の離心率が 0.3 から 0.5 、軌道傾斜角が30度から50度の範囲内に収まる軌道要素を持つ。他の全ての不規則衛星のグループと同様に、サオ群は海王星が形成された後に外部から海王星の重力に捉えられて公転していたさらに大きな衛星が小惑星や彗星との衝突によって破壊されたことによって形成されたと考えられており、衝突で生じて飛散した多くの破片が海王星の周りを元々存在していた衛星と同じような軌道を描いて公転しているものであるとされている。

## 物理的特徴
S/2002 N 5 は非常に暗く、地球から見た見かけの明るさの平均は25.9等級であり、地球上からはすばる望遠鏡のような最大級の口径を持つ望遠鏡でのみ観測することができる。ほとんどの不規則衛星に対して用いられる典型的な幾何学的アルベドの値である 0.04 - 0.10 を用いると、S/2002 N 5 の直径は 24 - 38 km となる。一方でシェパードは S/2002 N 5 の直径を約 23 km と推定している。この直径の場合、S/2002 N 5 は同時に発見が公表された S/2021 N 1 の約 14 km に次いで、海王星を公転していることが知られている衛星の中では2番目に小さいことになる。